# Bazilika Nejsvětějšího srdce Ježíšova (Conewago)
Bazilika Nejsvětějšího srdce Ježíšova, také známá jako Conewagská kaple, je římskokatolická bazilika minor věnovaná Nejsvětějšímu Srdci Ježíšovu, umístěná v Conewago Township v Pensylvánii. Kostel patří pod římskokatolickou diecézi Harrisburg.

## Historie
Bazilika byla postavena v letech 1785 až 1787 z hnědého kamene se stěnami o tloušťce tří stop. Je vybavena vstupem ve federálním stylu s polokruhovým klenutým vchodem a věží o výšce 80 metrů, která byla přidána v roce 1873. Ke kapli je připojena třípodlažní fara, postavená v roce 1787. Je to nejstarší římskokatolický kostel postavený z kamene ve Spojených státech. Kníže Golicyn strávil prvních pět let svého kněžství zde (od roku 1795 do roku 1799).
Za baziliku minor byla prohlášena 30. června 1962.
Kostel byl zařazen do National Register of Historic Places v roce 1975 (č. 75001604).